# Miriam Auhea Kekāuluohi Crowningburg
Miriam Auhea Kekāuluohi Crowningburg Kamai, née vers 1839 et morte le 16 mai 1899, est une grande cheffesse hawaïenne (aliʻi) du royaume d'Hawaï. Elle est une cousine du roi Lunalilo et homonyme de sa mère Kekāuluohi qui règne en tant que Kuhina Nui (premier ministre) sous Kamehameha III.
Branche collatérale de la maison Kamehameha, elle est liée à la famille régnante du royaume d'Hawaï depuis son cousin du roi Lunalilo jusqu'à ses successeurs le roi Kalakaua et la reine Liliʻuokalani. Elle épouse d'abord l'allemand-américain Jesse Crowningburg et plus tard Paul Kamai. Auhea est devenue le kahu (gardien) du mausolée de Lunalilo, le tombeau familial personnel de son cousin sur le terrain de l'église de Kawaiahaʻo. Elle est témoin du renversement du royaume d'Hawaï en 1893, de l'établissement de la république d'Hawaï en 1894 et enfin de l'annexion d'Hawaï aux États-Unis en 1898. Auhea meurt le 16 mai 1899 et est enterrée à côté de son cousin sur le terrain du mausolée de Lunalilo. Ses descendants occupent traditionnellement le poste de kahu du mausolée royal de Mauna 'Ala.

## Ascendance
Née en 1839, les parents de Miriam sont le grand chef John Harold Kaihe'ekai et la grande cheffe Namahana, de la classe ali'i (noblesse). Kaihe'ekai est le fils de Ho'olulu, fils de Kame'eiamoku, l'un des jumeaux royaux (avec Kamanawa) qui conseille Kamehameha Ier dans sa conquête des îles hawaïennes,. Ho'olulu et son frère Hoapili sont choisis pour cacher les ossements du roi Kamehameha I dans une cachette secrète après sa mort et sa famille devient kahu (gardiens) traditionnels des lieux de sépulture royaux. La mère de Kaihe'ekai est Charlotte Halaki Cox, dont le père a prêté son nom à Ke'eaumoku II, le gouverneur de Maui. Par l'intermédiaire de son arrière-grand-père, le capitaine Harold Cox, Miriam est soit d'origine anglaise, soit américaine,,,. Sa mère Namahana est la fille de Peleuli, fille du grand chef Kalaʻimamahu, demi-frère de Kamehameha I. Sa grand-mère est la demi-sœur de Miriam Auhea Kekāuluohi, qui règne sous le nom de Kuhina Nui du royaume d'Hawaï sous Kamehameha III de 1839 à 1845, faisant de Miriam une cousin germaine du roi Lunalilo. Il est allégué qu'elle est fiancée à Lunalilo mais qu'elle s'enfuit avec Jesse Crowningburg. Après la mort de Lunalilo au cours de son court règne en tant que roi, Miriam est considérée comme ayant elle-même droit au trône,,. En fait, sa descendance d'une lignée collatérale de la maison Kamehameha fait de ses petites-filles de possibles prétendantes aux terres de la Couronne d'Hawaï à l'époque territoriale hawaïenne.

## Influence sur le royaume

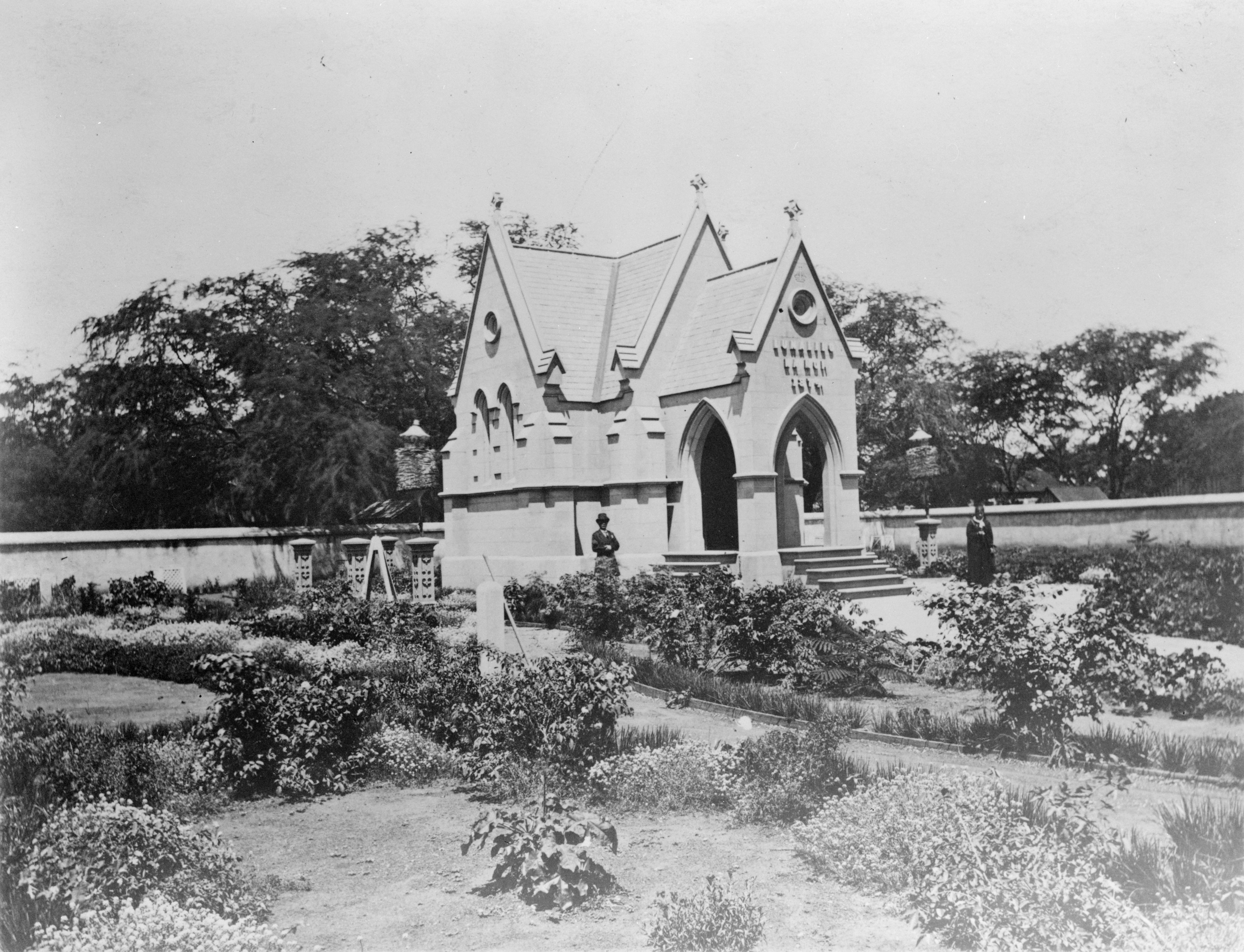
Une vue générale du terrain du mausolée de Lunalilo à la fin du XIXe siècle

Après la mort de son cousin Lunalilo, Kalākaua est élu nouveau monarque hawaïen en 1874. Le nouveau roi et Miriam partagent un ancêtre commun à Kameʻeiamoku. Cependant, dès le début, Kalākaua et ses frères et sœurs sont ouvertement défiés par les Hawaïens fidèles à la reine Emma, veuve de Kamehameha IV et descendante collatérale des Kamehamehas à part entière. Souhaitant apaiser les oppositions de la communauté hawaïenne à la nouvelle famille régnante en ce qui concerne leur généalogie, Miriam et Ruth Ke'elikōlani reconnaissent publiquement la Maison Kalākaua ,,.
Plus tard dans sa vie, Miriam devient kahu (gardienne) du mausolée de Lunalilo, le tombeau familial personnel de son cousin sur le terrain de l'église de Kawaiahaʻo. La cheffesse vieillissante est témoin du renversement du royaume d'Hawaï en 1893 avec la reine Lili'uokalani, de l'établissement de la république d'Hawaï en 1894 et enfin de l'annexion d'Hawaï aux États-Unis en 1898. Miriam meurt à Honolulu le 16 mai 1899,. En reconnaissance de son statut de chef, elle est enterrée dans le terrain situé à l'extérieur de la voûte du mausolée de Lunalilo,. Son petit-fils William Bishop Taylor est également enterré près du mausolée. Après sa mort, sa cousine la grande cheffe Maria Beckley Kahea, kahu du Mauna 'Ala depuis 1893 et autre descendante de la lignée Ho'olulu, la remplace comme kahu du mausolée de Lunalilo. La rue Hoʻolulu, près de Kapahulu, Honolulu, est nommée par Miriam en l'honneur de son ancêtre.

## Mariage et descendance
Miriam épouse Jesse Crowningburg (un colon germano-américain à Hawaï), quelque temps avant 1859. Il sert comme collecteur d'impôts pour Lahaina et Wailuku à Maui,. Ils ont trois enfants : William Charles Keʻeaumoku Crowningburg (décédé en 1881), Elizabeth Keomailani Crowningburg (1859-1887) et Lydia Kalola, décédée à Lahaina le 21 novembre 1859, à l'âge de huit mois et vingt-sept jours. Leur mariage se solde par un divorce. Le 20 janvier 1873, elle se remarie avec Paul Kamai, oncle maternel d'Helen Manaiula Lewis Isenberg et de sa demi-sœur Abigail Kuaihelani Campbell. Ils ont eu un fils nommé Albert Edward Kameeiamoku Kamai ou Charles Harold Kameeiamoku-Kaiheekai, décédé jeune.
Les descendants de Miriam survivent aujourd'hui grâce à ses deux premiers enfants. Son petit-fils maternel William Edward Bishop Kaiheʻekai Taylor (1882–1956), que Bernice Pauahi Bishop a tenté en vain de hānai (adopter), servira plus tard d'administrateur de la maison Lunalilo,,. Taylor succède aux Kaheas, descendants de la tante de Miriam, Kahinu-o-Kekuaokalani Beckley, en tant que kahu (gardien) du mausolée royal de Mauna 'Ala en 1947, servant jusqu'à sa mort. Tous les kahu ultérieurs du Mauna 'Ala sont des descendants de Miriam et de son ancêtre Ho'olulu, à l'exception de la veuve de Taylor et du kumu hula hawaïen 'Iolani Luahine,.
Son descendant le plus controversé est son arrière-arrière-arrière-petit-fils Sammy Amalu (1917-1986), chroniqueur de longue date au Honolulu Advertiser. Amalu est décrit comme un escroc par Craig Gima de la rédaction du Honolulu Star-Bulletin. Noble royal autoproclamé, sous le nom de Grand Chef Kapiikauinamoku, Prince de Keawe et Duc de Königsberg, il tente d'acheter plusieurs hôtels de Waikiki avec de faux chèques dans les années 1940 et se retrouve en prison. Sous le pseudonyme de Kapiikauinamoku, il écrit plus tard The Story of Hawaiian Royalty et The Story of Maui Royalty, dans une série de chroniques écrites pour The Honolulu Advertiser, qui raconte une grande partie de la généalogie des familles ali'i d'Hawaï, y compris son ancêtre Miriam,.

### Journaux et sources en ligne
- Sally Apgar, « Mai'ohos feel drawn to royal burial site – Six generations have cared for the Nuuanu mausoleum for Hawaii's kings », Honolulu Star Bulletin,‎ 5 mars 2006 (lire en ligne [archive du 8 août 2010], consulté le 6 juin 2014)
- Craig Gima, « Whatever Happened ... Notorious Sammy Amalu died in 1986 », Honolulu Star Bulletin,‎ 16 septembre 1998 (lire en ligne [archive du 1er mars 2016], consulté le 5 juin 2014)
- Kapiikauinamoku, « Namahana III Assumes Commemorative Title – The Story of Hawaiian Royalty », The Honolulu Advertiser,‎ 11 décembre 1955 (lire en ligne, consulté le 4 juillet 2018)
- Kapiikauinamoku, « Chiefess Recognizes Exalted Birth of Kaiulani – Song of Eternity », The Honolulu Advertiser,‎ 11 décembre 1955 (lire en ligne, consulté le 4 juillet 2018)
- Kapiikauinamoku, « Peleuli II Brought Up In Kamehamehaʻs Court – The Story of Maui Royalty », The Honolulu Advertiser,‎ 21 juin 1956 (lire en ligne, consulté le 4 juillet 2018)
- Kapiikauinamoku, « Rank of Nine Persons Causes Much Dissension – The Story of Maui Royalty », The Honolulu Advertiser,‎ 22 juin 1956 (lire en ligne, consulté le 4 juillet 2018)
- Kapiikauinamoku, « Recognition of Kalakaua Refused by Aristocracy – The Story of Maui Royalty », The Honolulu Advertiser,‎ 25 juin 1956 (lire en ligne, consulté le 4 juillet 2018)
- Bob Krauss, « Dusting off tidbits from files », Honolulu Star-Advertiser,‎ 16 octobre 2002 (lire en ligne [archive du 13 août 2016], consulté le 5 août 2015)
- « Mookuauhau Alii – Na Iwikuamoo o Hawaii Nei Mai Kahiko Mai », Ka Makaainana,‎ 3 août 1896 (lire en ligne [archive du 4 mars 2016], consulté le 9 août 2015)
- Hank Soboleski, « Hawaii con man and newspaper columnist Sammy Amalu », The Garden Island,‎ 3 novembre 2013 (lire en ligne [archive du 6 novembre 2013], consulté le 23 mai 2017)
- « By Authority », The Polynesian,‎ 27 août 1859 (lire en ligne [archive du 1er juin 2016], consulté le 20 juillet 2016)
- « By Authority. Appointments of Tax Collectors », The Polynesian,‎ 18 août 1860 (lire en ligne [archive du 7 mars 2016], consulté le 20 juillet 2016)
- « By Authority. Appointments of Tax Collectors », The Polynesian,‎ 7 septembre 1861 (lire en ligne [archive du 21 février 2016], consulté le 20 juillet 2016)
- « By Authority. List of Tax Collectors for 1862 », The Polynesian,‎ 20 septembre 1862 (lire en ligne [archive du 6 mars 2016], consulté le 20 juillet 2016)
- « Died », The Pacific Commercial Advertiser,‎ 24 novembre 1859 (lire en ligne [archive du 28 mai 2017], consulté le 5 juin 2014)
- « Death of Mrs. Wray Taylor », The Pacific Commercial Advertiser,‎ 4 août 1887 (lire en ligne [archive du 7 décembre 2015], consulté le 5 juin 2014)
- « Funeral of Mrs. Wray Taylor », The Hawaiian Gazette,‎ 9 août 1887 (lire en ligne [archive du 7 décembre 2015], consulté le 28 mai 2015)
- « Claims of Wray Taylor's Children », The Pacific Commercial Advertiser,‎ 29 juin 1900 (lire en ligne [archive du 6 mars 2016], consulté le 5 juin 2014)
- « The Late Chiefess », The Independent,‎ 18 mai 1899 (lire en ligne [archive du 10 décembre 2015], consulté le 5 juin 2014)
- « Died », The Independent,‎ 17 mai 1899 (lire en ligne [archive du 11 décembre 2015], consulté le 5 juin 2014)
- « Death of an Alii », The Independent,‎ 17 mai 1899 (lire en ligne [archive du 11 décembre 2015], consulté le 5 juin 2014)
- « Died », The Pacific Commercial Advertiser,‎ 17 mai 1899 (lire en ligne [archive du 11 décembre 2015], consulté le 5 juin 2014)
- « Died », The Hawaiian Gazette,‎ 19 mai 1899 (lire en ligne [archive du 11 décembre 2015], consulté le 5 juin 2014)
- « Died », The Hawaiian Star,‎ 17 mai 1899 (lire en ligne [archive du 11 décembre 2015], consulté le 5 juin 2014)
- « Local Brevities », The Pacific Commercial Advertiser,‎ 18 mai 1899 (lire en ligne [archive du 11 décembre 2015], consulté le 5 juin 2014)
- « Funeral of the Chiefess Auhea », Evening Bulletin,‎ 18 mai 1899 (lire en ligne [archive du 10 mai 2017], consulté le 20 juillet 2016)
- « The Body Not Stolen – King Lunalilo's Tomb Has Not Been Rifled », The Hawaiian Star,‎ 16 juin 1899 (lire en ligne [archive du 10 décembre 2015], consulté le 5 juin 2014)